# Rumänien i Junior Eurovision Song Contest
Rumänien debuterade i Junior Eurovision Song Contest 2003 och har till och med 2009 deltagit 7 gånger.

## Bidrag genom åren
| År                     | Artist                         | Sång                    | Översättning             | Placering | Poäng |
| ---------------------- | ------------------------------ | ----------------------- | ------------------------ | --------- | ----- |
| 2003                   | Bubu                           | "Tobele sunt viața mea" | Trummorna är mitt liv    | 10        | 35    |
| 2004                   | Noni Răzvan Ene                | "Îți mulțumesc"         | Tack                     | 4         | 123   |
| 2005                   | Alina Eremia                   | "Țurai"                 | Hej hopp!                | 5         | 89    |
| 2006                   | New Star Music                 | "Povestea mea"          | Min historia             | 6         | 80    |
| 2007                   | 4Kids                          | "Sha-la-la"             | -                        | 10        | 54    |
| 2008                   | Mădălina Lefter & Andrada Popa | "Salvați planeta!"      | Rädda planeten!          | 9         | 58    |
| 2009                   | Ioana Bianca Anuța             | "Ai puterea în mâna ta" | Du har makten i din hand | 13        | 19    |
| Deltar inte sedan 2010 |                                |                         |                          |           |       |